# Dzsavhar Mnári
Dzsavhar Mnári (arabul: جوهر مناري; Monasztir, 1976. november 8. –) tunéziai válogatott labdarúgó.

## Pályafutása

### Klubcsapatban
2001 és 2001 között az US Monasztir játékosa volt. 2001 és 2005 között az Espérance de Tunis csapatában játszott. 2005-től 2010-ig az 1. FC Nürnberg labdarúgója volt, melynek tagjaként megnyerte a 2007-es német kupát. 2011-ben az FSV Frankfurt színeiben fejezte be a pályafutását. 

### A válogatottban
2002 és 2008 között 44 alkalommal szerepelt a tunéziai válogatottban és 3 gólt szerzett. Részt vett a 2005-ös konföderációs kupán, a  2006-os és a 2008-as afrikai nemzetek kupáján, valamint a 2006-os világbajnokságon, ahol a Spanyolország elleni csoportmérkőzésen gólt szerzett. Tagja volt a 2004-ben afrikai nemzetek kupáját nyerő válogatott keretének is. 

## Sikerei, díjai
1. FC Nürnberg
- Német kupagyőztes (1): 2006–07

Tunézia
- Afrikai nemzetek kupája győztes (1): 2004

## Külső hivatkozások
- Dzsavhar Mnári adatlapja a National-Football-Teams.com oldalon (angolul)

- Dzsavhar Mnári (angol nyelven). FootballDatabase.eu
- Dzsavhar Mnári (német nyelven). kicker.de
- Dzsavhar Mnári adatlapja a worldfootball.net oldalon (angolul)